# Исландско-французские отношения
Исландско-французские отношения — двусторонние дипломатические отношения между Исландией и Францией.

## История
В XVIII веке французские моряки начали рыболовецкий промысел в морях около Исландии, что стало первым контактом между нациями. В 1900-х годах французская организация Société des hopitaux francais d´Islande построила в Исландии три больницы: в Рейкьявике, на островах Вестманнаэйяр и в Фаускрудсфьордюре. 10 января 1946 года страны установили официальные дипломатические отношения. В 1955 году в Фаскрудсфьордюре было построено кладбище для захоронения 49 погибших французских моряков. В период с 2009 по 2014 год построенная французами больница в Фаскрудсфьордюре подверглась капитальному ремонту.

## Торговля
В 2014 году Исландия поставила во Францию товаров на сумму 12,7 млрд. исландских крон, что сделало Париж седьмым экономическим партнёром Исландии по экспорту.

## Дипломатические миссии
- У Франции имеется посольство в Рейкьявике[3].
- Исландия содержит посольство в Париже[4].